# Myrceugenia planipes
Myrceugenia planipes,  conocida como patagua de Valdivia, pitra o picha picha, es una planta fanerógama perteneciente a la familia de las mirtáceas que es originaria de Chile y Argentina desde 37 a 45°S. Se encuentra a una altitud de entre  400 y 700 metros.

## Descripción
Es un árbol de hoja perenne de pequeño tamaño o arbusto que mide hasta 8 m de altura, con la corteza gris y lisa.
Los brotes jóvenes son densamente peludos, opuestos y las hojas elípticas con el margen entero, acuminado el ápice y en forma de cuña a acuminada la base. 
Las hojas son de 2,2-8 cm de largo y 1,3 cm de ancho, de color verde brillante y glabras por el haz y de color verde pálido y peludo por el envés cuando son jóvenes. Los pecíolos estriados de 2-6 mm de largo. Nervadura central inferior prominente. 
Las flores son hermafroditas, solitarias y axilares o agrupadas en inflorescencias axilares en grupos de 2-3 flores, con 4 sépalos fusionados en la base y 4 pétalos  con caída libre blancos. Los estambres son muy numerosos: varían desde 120 hasta 220 y de 7-12 mm de largo, un estilo de unos 5-8 mm de largo. 
El fruto es una baya sub-globosa de aproximadamente 0,8-1 cm de diámetro, de color negro-violáceo; el cual es comestible. Dentro de ella hay 3-4 semillas de unos 4-5 mm de largo.

## Usos
Este fruto del bosque es una baya comestible de sabor dulce, y puede ser usado en diversas preparaciones.
Al igual que Myrceugenia exsucca esta especie es utilizada en la medicina tradicional como remedio para enfermedades de la piel. 
También tiene uso en el teñido de lanas. Ha sido plantada en España.

## Taxonomía
Myrceugenia planipes fue descrita por (Hook. & Arn.) O.Berg y publicado en Botanische Zeitung (Berlin) 16: 250. 1858.
Etimología
Myrceugenia: nombre genérico que deriva de la fusión de los nombres de los géneros Myrcia y Eugenia.
planipes: epíteto latíno que significa "con el tallo plano"
Sinonimia
- Eugenia distoma O.Berg
- Eugenia planipes Hook. & Arn.
- Eugenia planipes var. grandifolia O.Berg
- Luma distoma (O.Berg) Burret
- Luma planipes (Hook. & Arn.) A.Gray
- Myrceugenia distoma (O.Berg) Kausel
- Myrceugenia planipes var. grandifolia Reiche
- Myrcia planipes (Hook. & Arn.) Kiaersk.
- Myrtus elegantula Kunze ex O.Berg[4]